# Adriano Giannini
 (mai 2015).
Si vous disposez d'ouvrages ou d'articles de référence ou si vous connaissez des sites web de qualité traitant du thème abordé ici, merci de compléter l'article en donnant les références utiles à sa vérifiabilité et en les liant à la section « Notes et références ».
Adriano Giannini, né le 10 mai 1971  à Rome, est un acteur italien.

## Biographie
Adriano Giannini est le fils de l'acteur italien Giancarlo Giannini dont il reprend le rôle principal dans le film Vers un destin insolite sur les flots bleus de l'été (1974) dans le remake de Guy Ritchie, À la dérive (2002), avec Madonna pour partenaire. Il est connu notamment pour son interprétation du rôle de Valerio dans le film Les Conséquences de l'amour de Paolo Sorrentino, en 2005.

## Filmographie partielle

### Cinéma
- 2001 : Vers la révolution en 2 CV (Alla rivoluzione sulla due cavalli) de Maurizio Sciarra : Marco
- 2002 : À la dérive de Guy Ritchie : Giuseppe
- 2003 : Sinbad : La Légende des sept mers de Patrick Gilmore et Tim Johnson : voix de Rat
- 2004 : Stai con me de Livia Giampalmo
- 2004 : Una talpa al bioparco de Fulvio Ottaviano
- 2004 : Ocean's Twelve de Steven Soderbergh
- 2005 : Les Conséquences de l'amour de Paolo Sorrentino : Valerio
- 2007 : Dolina de Zoltán Kamondi
- 2007 : Nero bifamiliare de Federico Zampaglione
- 2007 : Le 13 rose (Las 13 rosas) de Emiliano Martinez Lazáro
- 2008 : Sandrine nella pioggia de Tonino Zangardi
- 2009 : Butterflies & Lightning de Katherine Griffin
- 2009 : La casa sulle nuvole de Claudio Giovannesi
- 2010 : Encore un baiser (Baciami ancora) de Gabriele Muccino
- 2011 : Il principe del deserto (Black Gold), de Jean-Jacques Annaud
- 2014 : Un matrimonio da favola de Carlo Vanzina
- 2014 : Una donna per amica de Giovanni Veronesi
- 2014 : Senza nessuna pietà de Michele Alhaique
- 2014 : La foresta di ghiaccio de Claudio Noce
- 2014 : Esprit de famille (it) (Ambo) de Pierluigi Di Lallo
- 2014 : Ho ucciso Napoleone de Giorgia Farina
- 2015 : Per amor vostro de Giuseppe M. Gaudino
- 2015 : Magic Card de Kwok-Man Keung
- 2019 : Vivere de Francesca Archibugi
- 2020 : Les Liens qui nous unissent (Lacci) de Daniele Luchetti
- 2021 : Tre piani de Nanni Moretti
- 2023 : Adagio de Stefano Sollima
- 2024 : Sei fratelli de Simone Godano
- 2024 : Lonely Planet de Susannah Grant : Ugo Jaconelli

### Télévision
- 2004 : La Sanfelice (téléfilm) de Paolo et Vittorio Taviani : Salvato
- 2005 : 48 ore d'Eros Puglielli - mini série
- 2008 : Tigri di carta d'Eros Puglielli - mini-série TV
- 2009 : L'isola dei segreti - Korè de Ricky Tognazzi - mini-série
- 2009 : L'ombra del destino de Pier Belloni - mini-série
- 2011 : L'amore proibito d'Anna Negri - téléfilm
- 2012 : 6 passi nel giallo - Sotto protezione - téléfilm
- 2012 : Missing : Au cœur du complot (série télévisée) : Giancarlo Rossi
- 2013 : In Treatment (série télévisée)
- 2014 : The Cosmopolitans (série télévisée)
- 2015 : Limbo – téléfilm de Lucio Pellegrini
- 2016 : Boris Giuliano - Un poliziotto a Palermo (mini-série)
- 2016 : Il coraggio di vincere de Marco Pontecorvo téléfilm : Rocco di Santo
- 2024 : Supersex : Tommaso, le demi-frère de Rocco Siffredi